# Nathan Mensah
Pour les articles homonymes, voir Mensah.
Nathan Mensah, né le 9 avril 1998 à Accra au Ghana, est un joueur ghanéen de basket-ball évoluant au poste de pivot. Il mesure 2,07 m.

## Biographie

### Carrière professionnelle

#### Hornets de Charlotte (depuis 2023)
Le 15 décembre 2023, il signe un contrat two-way avec les Hornets de Charlotte. Il est coupé début mars 2024.

## Palmarès et distinctions individuelles

### Universitaires
- 2× Mountain West Defensive Player of the Year (2022, 2023)
- Third-team All-Mountain West (2023)
- 3× Mountain West All-Defensive Team (2021–2023)

## Statistiques

### Universitaires
| Saison    | Équipe          | Matchs | Titul. | Min./m | % Tir | % 3pts | % LF  | Rbds/m. | Pass/m. | Int/m. | Ctr/m. | Pts/m. |
| --------- | --------------- | ------ | ------ | ------ | ----- | ------ | ----- | ------- | ------- | ------ | ------ | ------ |
| 2018-2019 | San Diego State | 34     | 20     | 18,9   | 0,541 | –      | 0,708 | 5,5     | 0,6     | 0,3    | 1,1    | 5,6    |
| 2019-2020 | San Diego State | 13     | 13     | 20,2   | 0,617 | –      | 0,640 | 6,8     | 0,3     | 0,8    | 1,7    | 6,9    |
| 2020-2021 | San Diego State | 28     | 27     | 21,4   | 0,579 | 0      | 0,6   | 6,1     | 0,6     | 0,6    | 1,4    | 8,1    |
| 2021-2022 | San Diego State | 32     | 32     | 24,8   | 0,482 | 0,25   | 0,533 | 6,9     | 0,6     | 0,8    | 2,2    | 7,0    |
| 2022-2023 | San Diego State | 39     | 38     | 20,8   | 0,521 | 0,5    | 0,648 | 5,9     | 0,6     | 0,7    | 1,6    | 6,0    |
| Carrière  | Carrière        | 146    | 130    | 21,3   | 0,539 | 0,222  | 0,622 | 6,2     | 0,6     | 0,6    | 1,6    | 6,6    |